# Ветіш (комуна)
Ветіш (рум. Vetiș) — комуна у повіті Сату-Маре в Румунії. До складу комуни входять такі села (дані про населення за 2002 рік):
- Ветіш (1834 особи) — адміністративний центр комуни
- Дечебал (1127 осіб)
- Оар (1514 осіб)

Комуна розташована на відстані 452 км на північний захід від Бухареста, 8 км на захід від Сату-Маре, 129 км на північний захід від Клуж-Напоки.

## Населення
За даними перепису населення 2002 року у комуні проживали 4475 осіб.
Національний склад населення комуни:
| Національність | Кількість осіб | Відсоток |
| -------------- | -------------- | -------- |
| румуни         | 2183           | 48,8%    |
| угорці         | 2053           | 45,9%    |
| цигани         | 116            | 2,6%     |
| українці       | 115            | 2,6%     |
| німці          | 5              | 0,1%     |
| серби          | 1              | < 0,1%   |
| італійці       | 1              | < 0,1%   |

Рідною мовою назвали:
| Мова       | Кількість осіб | Відсоток |
| ---------- | -------------- | -------- |
| угорська   | 2645           | 59,1%    |
| румунська  | 1770           | 39,6%    |
| українська | 55             | 1,2%     |
| німецька   | 3              | 0,1%     |
| італійська | 1              | < 0,1%   |

Склад населення комуни за віросповіданням:
| Релігія                             | Кількість осіб | Відсоток |
| ----------------------------------- | -------------- | -------- |
| православні                         | 2067           | 46,2%    |
| реформати                           | 1614           | 36,1%    |
| греко-католики                      | 293            | 6,5%     |
| римо-католики                       | 197            | 4,4%     |
| п'ятдесятники                       | 181            | 4,0%     |
| адвентисти                          | 45             | 1,0%     |
| не релігійні                        | 12             | 0,3%     |
| баптисти                            | 8              | 0,2%     |
| старообрядці                        | 7              | 0,2%     |
| лютерани (Аугсбурзького сповідання) | 2              | < 0,1%   |
| атеїсти                             | 2              | < 0,1%   |
| унітарії                            | 1              | < 0,1%   |
| не вказали релігію                  | 5              | 0,1%     |